# The Lord of the Rings: Return to Moria
The Lord of the Rings: Return to Moria est un jeu vidéo de survie développé par Free Range Games et édité par North Beach Games qui se déroule dans le monde fictif de la Terre du Milieu créé par J. R. R. Tolkien. Il se déroule au Quatrième Âge de la Terre du Milieu après les événements du Seigneur des Anneaux et suit une compagnie de nains dirigée par le personnage Gimli alors qu'ils tentent de reprendre leur patrie Moria et de restaurer l'ancien royaume perdu de Khazad-dûm,. Le jeu est sorti le 24 octobre 2023 sur Microsoft Windows via la plate-forme Epic Games Store. Il est sorti plus tard sur Steam. Il est ensuite porté sur PlayStation 5 le 5 décembre 2023, puis sur Xbox Series le 27 août 2024.

## Réception critique
- Eurogamer : [3]
- IGN : 4 sur 10[4]
- PC Gamer : 58 %[5]